# Сор (река)
Сор (фр. Sor) је река у Француској. Дуга је 61 km. Улива се у Агу. 